# فهرست فرمانروایان اسپانیا

این فهرستی از فرمانروایان اسپانیا است.

## پادشاهی اسپانیا (۱۴۷۹–۱۸۷۳)
- فهرست فرمانروایان کاستیا
- فهرست فرمانروایان آستوریاس
- فهرست فرمانروایان ناوار
- فهرست فرمانروایان لئون
- فهرست فرمانروایان گالیسیا
- فهرست فرمانروایان آراگون
- فهرست فرمانروایان ویزیگوت

### دودمان تراستامارا (۱۴۹۲–۱۵۵۵)
| نام                 | دوره زندگی                             | آغاز حکومت     | پایان حکومت    | یادداشت                                                            | خاندان     | تصویر |
| ------------------- | -------------------------------------- | -------------- | -------------- | ------------------------------------------------------------------ | ---------- | ----- |
| ایزابلای یکم کاستیا | ۲۲ آوریل ۱۴۵۱ - ۲۶ نوامبر ۱۵۰۴         | ۱۱ دسامبر ۱۴۷۴ | ۲۶ نوامبر 1504 | دختر خوآن دوم، پادشاه کاستیا و لئون و ایزابلای پرتغال، ملکه کاستیا | تراستامارا |       |
| خوآنای اول          | ۶ نوامبر ۱۴۷۹ - ۱۲ آوریل ۱۵۵۵ (۷۵ سال) | ۲۶ نوامبر ۱۵۰۴ | ۱۲ آوریل ۱۵۵۵  | دختر ایزابلای یکم و فرناندوی دوم، پادشاه آراگون                    | تراستامارا |       |

### دودمان هابسبورگ(۱۵۱۶–۱۷۰۰)
| نام         | دوره زندگی                               | آغاز حکومت      | پایان حکومت             | یادداشت                                       | خاندان   | تصویر |
| ----------- | ---------------------------------------- | --------------- | ----------------------- | --------------------------------------------- | -------- | ----- |
| کارلوس یکم  | ۲۴ فوریهٔ ۱۵۰۰ - ۲۱ سپتامبر ۱۵۵۸ (۵۸ سال) | ۱۴ مارس ۱۵۱۶    | ۱۶ ژانویه ۱۵۵۶ (استعفا) | پسر خوآنای یکم و فلیپه یکم فرمانروایان کاستیا | هابسبورگ |       |
| فلیپه دوم   | ۲۱ مه ۱۵۲۷ - ۱۳ سپتامبر ۱۵۹۸ (۷۱ سال)    | ۱۶ ژانویه ۱۵۵۶  | ۱۳ سپتامبر ۱۵۹۸         | پسر کارلوس یکم                                | هابسبورگ |       |
| فلیپه سوم   | ۱۴ آوریل ۱۵۷۸ - ۳۱ مارس ۱۶۲۱ (۴۲ سال)    | ۱۳ سپتامبر ۱۵۹۸ | ۳۱ مارس ۱۶۲۱            | پسر فلیپه دوم                                 | هابسبورگ |       |
| فلیپه چهارم | ۸ آوریل ۱۶۰۵ - ۱۷ سپتامبر ۱۶۶۵ (۶۰ سال)  | ۳۱ مارس ۱۶۲۱    | ۱۷ سپتامبر ۱۶۶۵         | پسر فلیپه سوم                                 | هابسبورگ |       |
| کارلوس دوم  | ۶ نوامبر ۱۶۶۱ - ۱ نوامبر ۱۷۰۰ (۳۸ سال)   | ۱۷ سپتامبر ۱۶۶۵ | ۱ نوامبر ۱۷۰۰           | پسر فلیپه چهارم                               | هابسبورگ |       |

### مدعی جانشینی خاندان هابسبورگ
| نام                                                      | نشان | دوره زندگی                          | آغاز حکومت      | پایان حکومت  | عنوان                                                            | یادداشت                                              | خاندان          | تصویر |
| -------------------------------------------------------- | ---- | ----------------------------------- | --------------- | ------------ | ---------------------------------------------------------------- | ---------------------------------------------------- | --------------- | ----- |
| کارل، آرشیدوک اتریش کارلوس سوم ارشیدوک کارل (کارلوس سوم) |      | ۱ اکتبر ۱۶۸۵ ۲۰ اکتبر ۱۷۴۰ (۵۵ سال) | ۱۲ سپتامبر ۱۷۰۳ | ۲ ژوئیه ۱۷۱۵ | * پادشاه اسپانیا، ناپل، سیسیل و ساردینیا - دوک میلان - حاکم هلند | * نوه فلیپه سوم - نوادگان دور فلیپه یکم (فیلیپ زییا) | دودمان هابسبورگ |       |

### خاندان بوربون اسپانیا(۱۷۰۰–۱۸۰۸)
| نام          | دوره زندگی                               | آغاز حکومت     | پایان حکومت    | یادداشت           | خاندان | تصویر |
| ------------ | ---------------------------------------- | -------------- | -------------- | ----------------- | ------ | ----- |
| فلیپه پنجم   | ۱۹ دسامبر ۱۶۸۳ - ۹ ژوئیه ۱۷۴۶ (۶۲ سال)   | ۱ نوامبر ۱۷۰۰  | ۱۵ ژانویه ۱۷۲۴ | نبیره فلیپه چهارم | بوربون |       |
| لویی اول     | ۲۵ اوت ۱۷۰۷ - ۳۱ اوت ۱۷۲۴ (۱۷ سال)       | ۱۵ ژانویه ۱۷۲۴ | ۳۱ اوت ۱۷۲۴    | پسر فیلیپ پنجم    | بوربون |       |
| فلیپه پنجم   | ۱۹ دسامبر ۱۶۸۳ - ۹ ژوئیه ۱۷۴۶ (۶۲ سال)   | ۶ سپتامبر ۱۷۲۴ | ۹ ژوئیه ۱۷۴۶   |                   | بوربون |       |
| فرناندو ششم  |                                          | ۹ ژوئیه ۱۷۴۶   | ۱۰ اوت ۱۷۵۹    | پسر فلیپه پنجم    | بوربون |       |
| کارلوس سوم   | ۲۰ ژانویه ۱۷۱۶ – ۱۴ دسامبر ۱۷۸۸          | ۱۷۵۹           | ۱۷۸۸           | پسر فلیپه پنجم    | بوربون |       |
| کارلوس چهارم | ۱۱ نوامبر ۱۷۴۸ - ۲۰ ژانویه ۱۸۱۹ (۷۰ سال) | ۱۴ دسامبر ۱۷۸۸ | ۱۹ مارس ۱۸۰۸   | پسر کارلوس سوم    | بوربون |       |
| فرناندو هفتم | ۱۴ اکتبر ۱۷۸۴ - ۲۹ سپتامبر ۱۸۳۳ (۴۸ سال) | ۱۹ مارس ۱۸۰۸   | ۶ مه ۱۸۰۸      | پسر کارلوس چهارم  | بوربون |       |

### خاندان بناپارت (۱۸۰۸–۱۸۱۳)
| نام          | دوره زندگی                             | آغاز حکومت  | پایان حکومت          | یادداشت | خاندان  | تصویر |
| ------------ | -------------------------------------- | ----------- | -------------------- | ------- | ------- | ----- |
| ژوزف بناپارت | ۷ ژانویه ۱۷۶۸ - ۲۸ ژوئیه ۱۸۴۴ (۷۶ سال) | ۶ ژوئن ۱۸۰۸ | ۱۱ دسامبر ۱۸۱۳ (عزل) |         | بناپارت |       |

### خاندان بوربون(۱۸۱۳–۱۸۶۸)
| نام           | دوره زندگی                               | آغاز حکومت      | پایان حکومت           | یادداشت            | خاندان | تصویر |
| ------------- | ---------------------------------------- | --------------- | --------------------- | ------------------ | ------ | ----- |
| فردیناند هفتم | ۱۴ اکتبر ۱۷۸۴ - ۲۹ سپتامبر ۱۸۳۳ (۴۸ سال) | ۱۱ دسامبر ۱۸۱۳  | ۲۹ سپتامبر ۱۸۳۳       | پسر کارلوس چهارم   | بوربون |       |
| ایزابلا دوم   | ۱۰ اکتبر ۱۸۳۰ - ۱۰ آوریل ۱۹۰۴ (۷۳ سال)   | ۲۹ سپتامبر ۱۸۳۳ | ۳۰ سپتامبر ۱۸۶۸ (عزل) | دختر فردیناند هفتم | بوربون |       |

### خاندان ساووی (۱۸۷۰–۱۸۷۳)
| نام         | دوره زندگی                           | آغاز حکومت     | پایان حکومت            | یادداشت | خاندان | تصویر |
| ----------- | ------------------------------------ | -------------- | ---------------------- | ------- | ------ | ----- |
| آمادئوی اول | ۳۰ مه ۱۸۴۵ - ۱۸ ژانویه ۱۸۹۰ (۴۴ سال) | ۱۶ نوامبر ۱۸۷۰ | ۱۱ فوریه ۱۸۷۳ (استعفا) |         | ساووی  |       |

## پادشاهی اسپانیا (۱۸۷۴–۱۹۳۱)

### خاندان بوربون(1872-۱۹۳۱)
| نام             | دوره زندگی                               | آغاز حکومت     | پایان حکومت            | یادداشت             | خاندان | تصویر |
| --------------- | ---------------------------------------- | -------------- | ---------------------- | ------------------- | ------ | ----- |
| آلفونسو دوازدهم | ۲۸ نوامبر ۱۸۵۷ - ۲۵ نوامبر ۱۸۸۵ (۲۷ سال) | ۲۹ دسامبر ۱۸۷۴ | ۲۵ نوامبر ۱۸۸۵         | پسر ایزابلای دوم    | بوربون |       |
| آلفونسو سیزدهم  | ۱۷ مهٔ ۱۸۸۶ - ۲۸ فوریه ۱۹۴۱ (۵۴ سال)      | ۱۷ مه ۱۸۸۶     | ۱۴ آوریل ۱۹۳۱ (استعفا) | پسر آلفونسو دوازدهم | بوربون |       |

## اسپانیای فرانکو (۱۹۳۶–۱۹۷۵)
- فرانسیسکو فرانکو

## پادشاهی اسپانیا (۱۹۷۵–تاکنون)

### دودمان بوربون(۱۹۷۵–تاکنون)
| نام             | دوره زندگی              | آغاز حکومت        | پایان حکومت | یادداشت             | خاندان | تصویر |
| --------------- | ----------------------- | ----------------- | ----------- | ------------------- | ------ | ----- |
| خوآن کارلوس اول | ۵ ژانویهٔ ۱۹۳۸ ‏(۸۷ سال)  | از ۲۲ نوامبر ۱۹۷۵ | ۲ ژوئن ۲۰۱۴ | پسر آلفونسو سیزدهم  | بوربون |       |
| فلیپه ششم       | ۳۰ ژانویهٔ ۱۹۶۸ ‏(۵۷ سال) | ۱۸ ژوئن ۲۰۱۴      | تاکنون      | پسر خوآن کارلوس اول | بوربون |       |